# Kínai csuszka
A kínai csuszka (Sitta villosa) a verébalakúak (Passeriformes) rendjébe, ezen belül a csuszkafélék (Sittidae) családjába tartozó faj.
A magyar név forrással nincs megerősítve.

## Előfordulása
Kína, Észak-Korea és Oroszország területén honos. Kóborlóként feltűnik Dél-Koreában is. A természetes élőhelye szubtrópusi és trópusi mérsékelt övi erdők.

## Alfajai
- Sitta villosa bangsi
- Sitta villosa villosa